# هیوندای آیونیک

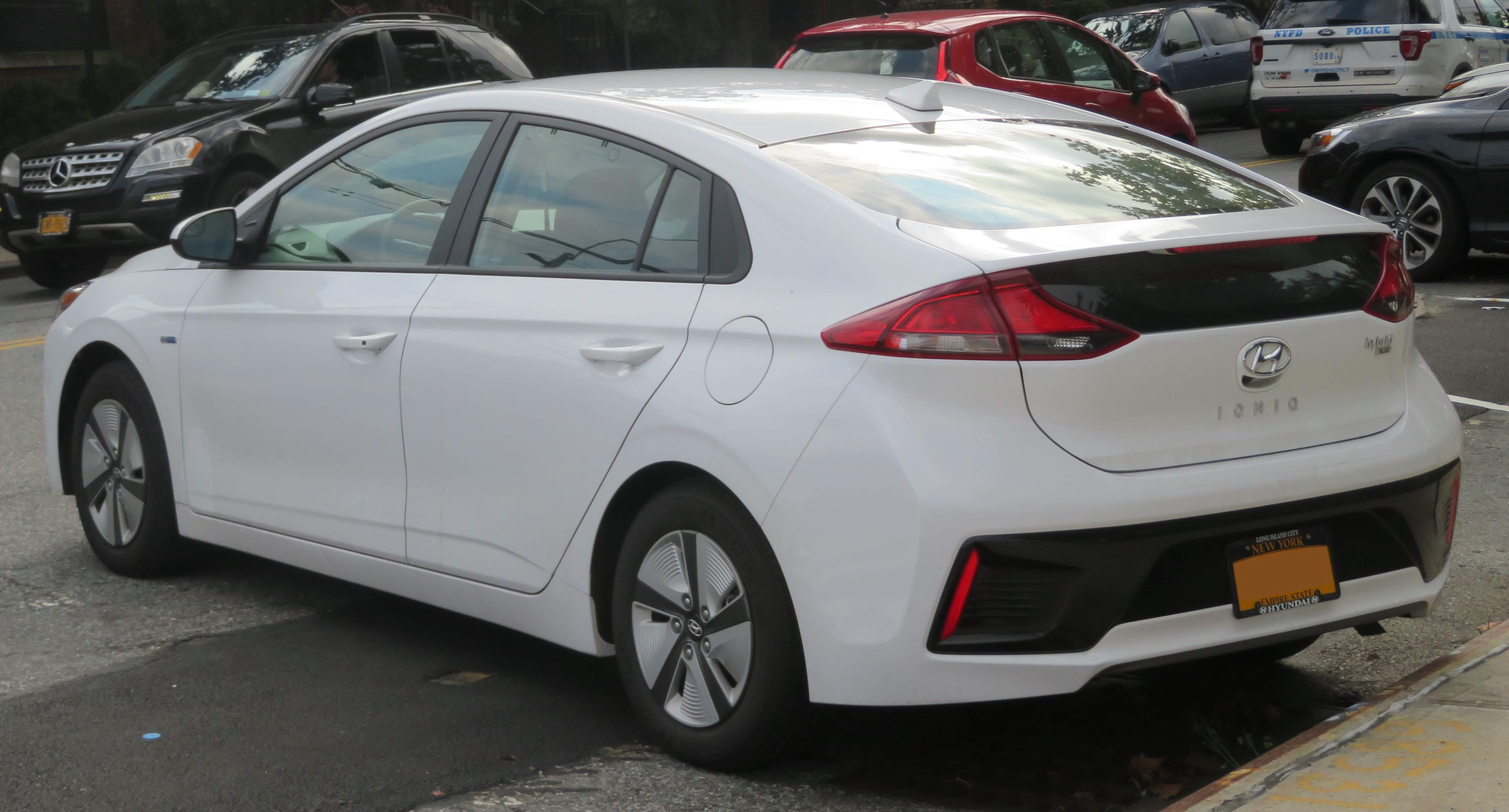
نمای پشت نسخه هایبرید آیونیک

هیوندای آیونیک (انگلیسی: Hyundai Ioniq) یک خودروی کامپکت ۵ در لیفت‌بک هایبرید یا اتصال برقی دوگانه سوز یا برقی است که توسط هیوندای موتور تا سال ۲۰۲۲ تولید شد. نام خودروی آیونیک از دو کلمه ion و unique گرفته شده‌است.
آیونیک در تاریخ ژانویه ۲۰۱۶ در کره جنوبی معرفی شد و پس از آن هر سه مدل هیبرید، الکتریک و هیبرید-الکتریک در سال ۲۰۱۶ و در نمایشگاه‌های ژنو و نیویورک معرفی شدند. مدل هیبرید این خودرو در فوریه ۲۰۱۶ و مدل الکتریک آن در ژوئیه ۲۰۱۶ در بازار محلی (کره جنوبی) عرضه شد؛ مدل هیبرید-الکتریکی در سال بعد و در سپتامبر ۲۰۱۷ روانه بازار شد.